# South African Army
South African Army (SAF, Armia Południowoafrykańska) – wojska lądowe Republiki Południowej Afryki, część South African National Defence Force (Południowoafrykańskie Narodowe Siły Obronne).
Tradycje wojskowe białych mieszkańców południowej Afryki wyrosły z działań wojennych na małą skalę, starć przygranicznych i nieoficjalnych oddziałów do zadań specjalnych – "komand" afrykanerskich. Przez dziesięciolecia pokój w ich państwie zawdzięczano właśnie takim działaniom oraz działaniom powstających organizacji policyjnych i straży obywatelskiej w miastach. Formacje te dały początek dużym związkom taktycznym, mogącym bronić ich terytorium i o charakterystycznej dla Burów specyfice prowadzonych przez nich działań wojennych.  Po powołaniu do życia Związku Południowej Afryki w roku 1910, Generał Jan Smuts, Minister Obrony, położył nacisk na tworzenie oddzielnych armii dla każdej z czterech prowincji. The Defence Act (No. 13) z 1912 r. powołał Union Defence Force (UDF), w której skład wchodziły: Permanent Force (armia właściwa) i Active Citizen Force (ACF), zrzeszająca ochotników, którzy w razie potrzeby powołani byli do wojska.  W 1912 r. prawo to zobowiązywało wszystkich białych mężczyzn pomiędzy 17. a 60. rokiem życia do służby w armii, ale prawo nie było ściśle przestrzegane z powodu dużej liczby chętnych. Połowa mężczyzn między 17. a 25. rokiem życia została skierowana do ACF. W tym czasie Permanent Force składało się z 5 regimentów i małej sekcji artylerii. W latach 1913 i 1914 23.400 członków Citizen Force zostało skierowanych do tłumienia strajków w zakładach przemysłowych w Witwatersrand.

## Dowódca
Obecnym zwierzchnikiem armii południowoafrykańskiej jest Solly Shoke.

## Skład
- Pułk czołgów
- Pułk transporterów opancerzonych

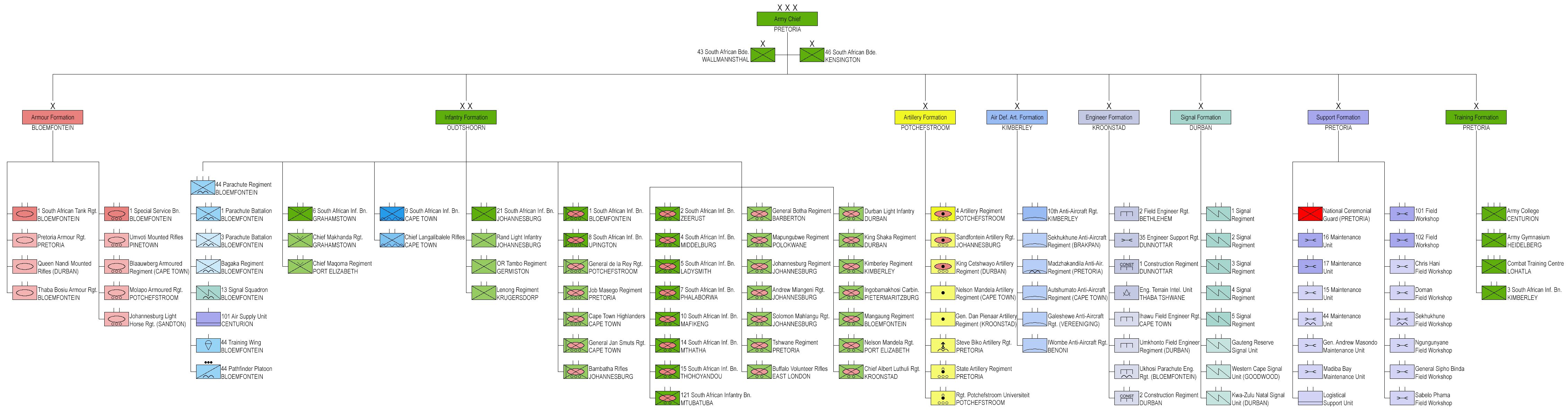
Podział armii

- Grupa batalionu wojsk zmechanizowanych
- Batalion piechoty zmechanizowanej
- Batalion spadochroniarzy
- Batalion piechoty zmechanizowanej
- Bataliony lekkiej piechoty
- Specjalistyczne bataliony piechoty (motocykle, kawalerzyści, trenerzy psów, zwiadowcy)
- Pułk przeciwlotniczy
- Pułk logistyczny
- Pułki inżynieryjne różnych typów
- Pułk budowlany
- Warsztaty polowe
- Pułk artylerii
- Inne jednostki (wsparcia logistycznego/transportowe)